# Roller Club Biasca
Der Roller Club Biasca ist ein Schweizer Rollhockeyverein aus Biasca im Kanton Tessin. Der Verein wurde im September 1985 gegründet und ist der einzige noch aktive Rollhockeyclub in der italienischsprachigen Schweiz.

## Geschichte
Seit seiner Gründung ist der Roller Club Biasca Mitglied des Schweizerischen Rollhockey-Verbandes (SRHV). Der Verein betreibt mehrere Mannschaften, darunter eine erste Mannschaft in der Nationalliga A sowie Juniorenteams und eine Hockeyschule zur Förderung des Nachwuchses.
Auf internationaler Ebene nahm der Verein mehrmals am Europacup teil, wobei er 2011/12 den Achtelfinal erreichte und 2024/25 sogar den Halbfinal.
Der Verein wurde mehrfach für seine sportlichen Leistungen ausgezeichnet – unter anderem 1989 und 1992 durch die Gemeinde Biasca sowie 1993 durch die Sportjournalisten des Kantons Tessin.

## Erfolge
- Schweizer Meister (Nationalliga A): 2019
- Schweizer Meister (Nationalliga B): 1990, 1992

## Spielstätte
1997 bezog der Verein die eigene Mehrzweckhalle Palaroller. Diese wurde 2024 durch das Palaroller Raiffeisen ersetzt, das am 23. November 2024 feierlich mit einem Spiel gegen den SC Thunerstern eingeweiht wurde.